# Fervent Records
La Fervent Records è un'etichetta discografica di musica cristiana contemporanea con sede a Nashville. La Fervent è stata acquistata dalla Word Records nel 2005
Fra gli artisti che hanno lavorato con la Fervent si segnala Francesca Battistelli.